# Bürgermeisterei Senheim
Die Bürgermeisterei Senheim war eine von zunächst vier, später fünf preußischen Bürgermeistereien, in welche sich der 1816 gebildete Kreis Zell im Regierungsbezirk Koblenz verwaltungsmäßig gliederte. Von 1822 an gehörte die Region zu der in dem Jahr neu gebildeten Rheinprovinz. Der Verwaltung der Bürgermeisterei unterstanden mit Stand 1843 neun Landgemeinden. Der Verwaltungssitz war in Senheim im heutigen Landkreis Cochem-Zell in Rheinland-Pfalz.
1927 wurde die Bürgermeisterei Senheim in Amt Senheim umbenannt, dieses ging 1968 vorübergehend in der Verbandsgemeinde Senheim auf. Im Rahmen der ersten rheinland-pfälzischen Verwaltungsreform wurde die Verbandsgemeinde Senheim 1970 aufgelöst und die Gemeinden den Verbandsgemeinden Cochem-Land und Zell (Mosel) zugeordnet.

## Gemeinden und zugehörende Wohnplätze
Zur Bürgermeisterei Senheim gehörten zunächst folgende Gemeinden und Wohnplätze (Einwohnerzahlen Stand 1817):
- Beilstein (274 Einwohner; als Flecken bezeichnet) mit der Brauers Mühle (7) und der Cochems Mühle (3)
- Blankenrath (301)
- Briedern (211)
- Grenderich (402) mit der Mainz Mühle (5)
- Haserich (191)
- Hesweiler (147)
- Löffelscheid (303)
- Mastershausen (555) mit dem Schloß Baldeneck (2), Schops Mühle (2), Weinems Mühle (8), Weye Mühle (5) und Bucherbauer Mühle (4)
- Mesenich (311)
- Mittelstrimmig (1.254; das Dorf selbst 476 Einw.) mit den Weilern Altstrimmig (320) und Liesenich (345), den „Försterhöfen“ (42); heute Ortsgemeinde Forst (Hunsrück) sowie zwölf Mühlen (zusammen 71 Einw.)
- Panzweiler (134)
- Peterswald (502) mit vier Mühlen (zusammen 19 Einw.)
- Reidenhausen (179)
- Schauren (360; das Dorf selbst 266 Einw.) mit dem Weiler Walhausen (94)
- Senheim (674; das Dorf selbst 641 Einw.) mit dem links der Mosel liegenden Weiler Senhals (33)
- Sosberg (189) mit der Schnors Mühle (3)

Vor 1843 wurde die Bürgermeisterei Senheim geteilt und die Bürgermeisterei Blankenrath mit elf zugehörenden Gemeinden (Blankenrath, Haserich, Hesweiler, Löffelscheid, Mastershausen, Panzweiler, Peterswald, Reidenhausen, Schauren, Sosberg, Walhausen) neu gebildet. In derselben Zeit wurden Altstrimmig, Forst und Liesenich eigenständige Gemeinden, später kam Moritzheim hinzu.

## Geschichte
Die Gemeinden im Bürgermeistereibezirk Senheim gehörten zum Ende des 18. Jahrhunderts zu unterschiedlichen Territorien, wobei der Hauptanteil bis 1780 im „Dreiherrischen Gebiet auf dem Hunsrück“ lag. Im Jahr 1794 hatten französische Revolutionstruppen das Linke Rheinufer besetzt. Unter der französischen Verwaltung gehörte das Gebiet von 1798 bis 1814 zum Arrondissement Koblenz (Kanton Zell), das dem Rhein-Mosel-Departement zugeordnet war. Nach dem Pariser Frieden (1814) wurde die Region zunächst der Gemeinschaftlichen Landes-Administrations-Kommission mit Sitz in Kreuznach unterstellt, die unter der Verwaltung von Österreich und Bayern stand.

### Bürgermeisterei Senheim
Aufgrund der Beschlüsse auf dem Wiener Kongress wurde 1815 das Rhein-Mosel-Departement dem Königreich Preußen zugeordnet. Unter der preußischen Verwaltung wurden 1816 Regierungsbezirke und Kreise neu gebildet. Die Bürgermeisterei Senheim war dem Kreis Zell und dem Regierungsbezirk Koblenz (damals „Regierungsbezirk Coblenz“) in der Provinz Großherzogtum Niederrhein (1822 Rheinprovinz) zugeordnet. Die Bürgermeisterei Senheim mit dem Gebietsstand von 1817 umfasste im Wesentlichen die vorherigen Mairies Beilstein und Blankenrath.
Vor 1843 wurden die Gemeinden Blankenrath, Haserich, Hesweiler, Löffelscheid, Mastershausen, Panzweiler, Peterswald, Reidenhausen, Schauren, Sosberg und Walhausen aus der Bürgermeisterei Senheim ausgegliedert und der neu gebildeten Bürgermeisterei Blankenrath zugeordnet.
Ein Gemeindeverzeichnis aus dem Jahr 1843 führt nun auch Altstrimmig, Forst und Liesenich als eigenständige Gemeinden auf, sodass der Bürgermeistereibezirk Senheim seitdem die Gemeinden Altstrimmig, Beilstein, Briedern, Forst, Grenderich, Liesenich, Mesenich, Mittelstrimmig und Senheim umfasste. Später kam die in den 1830er Jahren neu entstandene Gemeinde Moritzheim hinzu, die 1843 mit 134 Einwohnern noch ein Teil der Gemeinde Senheim war und im amtlichen preußischen Gemeindeverzeichnis aus dem Jahr 1888 als eine der insgesamt zehn zugehörigen Gemeinden aufgeführt ist.
Der Verwaltungssitz war in der namensgebenden Gemeinde Senheim.

### Amt Senheim
So wie alle Bürgermeistereien in der Rheinprovinz wurde die Bürgermeisterei Senheim 1927 in „Amt Senheim“ umbenannt. Hinsichtlich der zugehörenden Gemeinden ergaben sich bis 1968, im Vergleich zu 1888, keine Veränderungen.

### Verbandsgemeinde Senheim
Im Zuge der ersten rheinland-pfälzischen Verwaltungsreform wurden 1968 alle Ämter in den Regierungsbezirken Koblenz und Trier in Verbandsgemeinden umgewandelt. Aus dem Amt Senheim wurde vorübergehend die Verbandsgemeinde Senheim gebildet. Der Verbandsgemeinde gehörten die Ortsgemeinden Altstrimmig, Beilstein, Briedern, Forst, Grenderich, Liesenich, Mesenich, Mittelstrimmig, Moritzheim und Senheim an.
Im Jahr 1970 wurde auf der Grundlage des „Achten Landesgesetzes über die Verwaltungsvereinfachung im Lande Rheinland-Pfalz“ die Verbandsgemeinde Senheim aufgelöst. Die zugehörenden Gemeinden wurden auf die Verbandsgemeinden Cochem-Land und Zell (Mosel), beide Teil der Verwaltungsstruktur des Landkreises Cochem-Zell, aufgeteilt.

### Vorherige Zugehörigkeiten
Die nachfolgende Tabelle ermöglicht einen Überblick über die vorherigen Zugehörigkeiten der Gemeinden der Bürgermeisterei Senheim, bezogen auf die im preußischen Gemeindeverzeichnis von 1888 verzeichneten Gemeinden; Moritzheim ist aus Gründen der Vollständigkeit einbezogen:
| Gemeinde       | Territorium vor 1792                            | Kanton, Mairie vor 1815     | Kirchliche Zugehörigkeit |
| -------------- | ----------------------------------------------- | --------------------------- | ------------------------ |
| Altstrimmig    | bis 1780 Kondominium, dann Metternich-Winneburg | war Teil von Mittelstrimmig | Mittelstrimmig (kath.)   |
| Beilstein      | Herrschaft Winneburg und Beilstein              | Zell, Beilstein             | Beilstein (kath.)        |
| Briedern       | bis 1780 Kondominium, dann Metternich-Winneburg | Zell, Beilstein             | Mittelstrimmig (kath.)   |
| Forst          | bis 1780 Kondominium, dann Metternich-Winneburg | war Teil von Mittelstrimmig | Mittelstrimmig (kath.)   |
| Grenderich     | bis 1780 Kondominium, dann Kurtrier             | Zell, Beilstein             | Senheim (kath.)          |
| Liesenich      | bis 1780 Kondominium, dann Metternich-Winneburg | war Teil von Mittelstrimmig | Mittelstrimmig (kath.)   |
| Mesenich       | Kurtrier, Amt Cochem                            | Zell, Beilstein             | Senheim (kath.)          |
| Mittelstrimmig | bis 1780 Kondominium, dann Metternich-Winneburg | Zell, Beilstein             | Mittelstrimmig (kath.)   |
| Moritzheim     | existierte im 18. Jahrhundert noch nicht        | –                           | –                        |
| Senheim        | bis 1780 Kondominium, dann Kurtrier             | Zell, Beilstein             | Senheim (kath.)          |

1. 1 2 3 4 5  gehörte bis 1780 zum Strimmiger Gericht im Dreiherrischen Gebiet auf dem Hunsrück
2. ↑  gehörte zuletzt den Grafen von Metternich
3. 1 2  gehörte bis 1780 zum Senheimer Gericht im Dreiherrischen Gebiet auf dem Hunsrück
4. ↑  Kurfürstentum Trier, Amt Cochem

## Statistiken
Nach der Topographisch-Statistischen Beschreibung der Königlich Preußischen Rheinprovinzen aus dem Jahr 1830 gehörten zur Bürgermeisterei Senheim, vor der Teilung, ein Flecken (Beilstein), 15 Dörfer, vier Weiler, zwei einzeln stehende Hofe und 24 Mühlen. Im Jahr 1817 wurden insgesamt 5.987 Einwohner gezählt; 1828 waren es 6.462 Einwohner, bis auf drei Evangelische und 99 Juden gehörten alle Einwohner der katholischen Religion an. Katholische Pfarrkirchen gab es in Beilstein, Blankenrath, Mastershausen, Mittelstrimmig, Peterswald und Senheim. In Beilstein gab es eine jüdische Gemeinde.
Weitere Details entstammen dem Gemeindelexikon für das Königreich Preußen aus dem Jahr 1888, das auf den Ergebnissen der Volkszählung vom 1. Dezember 1885 basiert. Im Verwaltungsgebiet der Bürgermeisterei Senheim (ohne die zur Bürgermeisterei Blankerath ausgegliederten Gemeinden; Moritzheim nun als eigenständige Gemeinde aufgeführt) lebten insgesamt 4.160 Einwohner in 877 Häusern und 912 Haushalten; 2.068 der Einwohner waren männlich und 2.092 weiblich. Bezüglich der Religionszugehörigkeit waren annähernd alle Einwohner katholisch, sieben waren evangelisch; von den 66 Einwohner jüdischen Glaubens wohnten 49 in Beilstein.
1885 betrug die Gesamtfläche der zur Bürgermeisterei gehörenden zehn Gemeinden 6.457 Hektar, davon waren 1.396 Hektar Ackerland, 640 Hektar Wiesen und 3.738 Hektar Wald.